# بابی یاه
بابی یاه (به انگلیسی : Bobby Yeah) یک انیمیشن کوتاه ترسناک با تکنیک استاپ موشن به نویسندگی و کارگردانی رابرت مورگان است که به‌طور مستقل ساخته و در سال ۲۰۱۱ منتشر شد.
این فیلم برای اولین بار در جشنواره بین‌المللی انیمیشن لندن به روی پرده رفت، سپس در جشنواره‌های بین‌المللی متعددی از جمله جشنواره فیلم ساندنس به نمایش درآمد.
بابی یاه در سال ۲۰۱۲ نامزد جایزه بفتا برای بهترین انیمیشن کوتاه شد.

## خلاصه داستان
داستان این فیلم دربارهٔ موجودی انسان نما به نام بابی یاه است که پس از دزدیدن حیوان خانگی یک نوزاد اهریمنی مجموعه ای از اتفاقات عجیب و کابوس وار را تجربه می‌کند.

## جوایز
- بهترین انیمیشن کوتاه - جشنواره فیلم فانتزی، ۲۰۱۱
- جایزه برنز تماشاگران برای بهترین فیلم کوتاه - جشنواره فیلم فانتزی، ۲۰۱۱
- بهترین فیلم بریتانیایی - جشنواره انیمیشن لندن، ۲۰۱۱
- بهترین انیمیشن کوتاه - جشنواره فیلم فانتزی فانتاسپوآ، ۲۰۱۱
- بهترین فیلم ترسناک - جشنواره فیلم کوتاه لندن، ۲۰۱۲
- جایزه ویژه هیئت داوران - جشنواره فیلم کوتاه کلرمون فران
- نامزدی بفتا برای بهترین انیمیشن کوتاه، ۲۰۱۲
- جایزه ویژه هیئت داوران - جشنواره پویانمایی زاگرب، ۲۰۱۲
- جایزه بزرگ - جشنواره هنرهای انیمیشن تورنتو، ۲۰۱۲
- بهترین انیمیشن - جشنواره فیلم تابور، ۲۰۱۲
- بهترین انیمیشن - جشنواره بین‌المللی فیلم افق‌های نو، ۲۰۱۲
- بهترین انیمیشن - جشنواره فیلم ترسناک Mile High Horror، ۲۰۱۲
- بهترین انیمیشن کوتاه - جشنواره فیلم و موسیقی زیرزمینی لوزان، ۲۰۱۲